# 第3驃騎兵連隊 (フランス軍)
第3驃騎兵連隊（だいさんひょうきへいれんたい、3e régiment de hussards：3e RH）は、ドイツ連邦共和国バーデン＝ヴュルテンベルク州ミュールヘイムに駐屯する、ドイツ・フランス合同旅団隷下のフランス陸軍の軽戦車連隊である。
兵種は機甲、伝統的区分は騎兵である。

## 沿革
- 1764年：エステルアジ驃騎兵連隊が創設される。
- 1791年：第3驃騎兵連隊に名称変更。
- 1794年：ヴァルミーの戦いに参加。
- 1806年：イエナ・アウエルシュタットの戦いに参加。
- 1807年：アイラウの戦い、フリートラントの戦いに参加。
- 1814年：ドフィ驃騎兵連隊に名称変更。
- 1815年：モゼル驃騎兵連隊に名称変更。
- 1914年：第1次世界大戦。
- 1939年：ストラスブールに駐留。対独戦に備える。
- 1942年：解隊される。
- 1944年：再編制される。
- 1945年：第3驃騎兵連隊に改編。
- 1952年：アルジェリア戦争に参加。（～1962年まで）
- 1963年：第24スパッヒ連隊と合併。
- 1990年：ドイツの合同旅団に派出される機甲戦力として指定される。

## 最新の部隊編成
- 連隊本部
- 本部管理中隊
- 管理支援中隊（武器・車両・通信の整備など）
- 第1中隊 - AMX-10RC
- 第2中隊 - AMX-10RC
- 第3中隊 - AMX-10RC
- 対戦車中隊 - VAB

### 定員
- 連隊の人員構成は、約1,000名からなる。
- AMX 10 RCを36両、約200台の車両を装備する。

## 主要装備

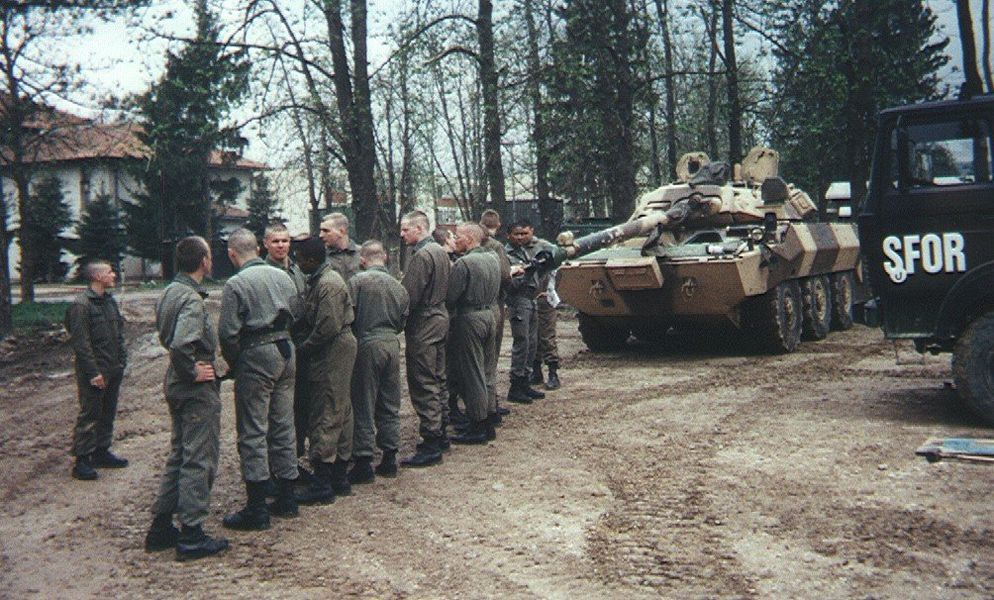
AMX-10RC装甲車の砲身を清掃する第3驃騎兵連隊の兵士

- GIAT BM92-G1
- FA-MAS
- FR-F2
- AAT-F1
- AA-52
- 12.7mm重機関銃
- ERYX
- ミラン
- HOT
- AMX-10RC
- VAB
- VAL
- P4
- TRM 2000
- TRM 10000
- GBC 180